# Houndé
Houndé es una ciudad situada en la provincia de Tuy, en Burkina Faso. Es la capital de la provincia de Tuy. Tiene una población de 39 458 habitantes según el censo de 2006.

## Ciudades Hermanadas
- Albacete, España

- Datos: Q999435
- Multimedia: Houndé / Q999435